# Фред (фудбалер, 1983)
Фредерико Чавес Гуедес (порт. Frederico Chaves Guedes; 3. октобар 1983), познатији као Фред, бивши је бразилски фудбалер који је играо на позицији нападача и наступао за Фудбалску репрезентацију Бразила.
Своју каријеру започео је у клубу Америка Футебол из Минеира, 2002. године. Две године касније прешао је у Крузеиро. 2005. је прешао Олимпик Лион где је три пута заредом освојио Прву лигу Француске у фудбалу.

## Трофеји
Олимпик Лион
- Прва лига Француске (3) : 2005/06, 2006/07, 2007/08.
- Куп Француске (1) : 2007/08.
- Суперкуп Француске (2) : 2006, 2007.

Флуминенсе
- Првенство Бразила (2) : 2010, 2012.
- Лига Кариока (1) : 2012.

Репрезентација Бразила
- Копа Америка (1) : 2007.
- Куп конфедерација (1) : 2013.